# Claus Dalpiaz
Claus Dalpiaz (* 10. Oktober 1971 in Kufstein) ist ein ehemaliger österreichischer Eishockeytorwart. Mit über 140 Einsätzen für die Nationalmannschaft ist er Rekordhalter unter den österreichischen Eishockey-Torhütern.

## Spielerkarriere
Bereits als Nachwuchstorhüter wechselte Claus Dalpiaz vom HC Kufstein zum Verein SB Rosenheim, mit dem er 1989 erstmals in der deutschen Eishockey-Bundesliga spielte. Nach drei Saisonen wechselte er nach Österreich zur VEU Feldkirch, wo er von 1993 bis 1995 spielte.
Zur Saison 1995/96 wechselte er nach Rosenheim zurück, wo er mit dem inzwischen aus dem Hauptverein ausgegliederten Profiteam Starbulls Rosenheim in der DEL spielte, und blieb dort bis 1998/99. Nachdem sein Vertrag in Rosenheim ausgelaufen war, wechselte Dalpiaz zum EC Bad Nauheim in die zweite deutsche Liga, in der er aber nur eine Saison spielte.
2000/01 ging er zum HC Innsbruck, wo er für sieben Saisonen unter Vertrag blieb und dort große Erfolge und gute Statistiken verzeichnen konnte. Seine Nummer 31 wurde am Saisonende 2006/07 zur gesperrten Nummer erklärt, das heißt, dass die Nummer von Innsbruck nicht mehr vergeben wird.
Nachdem Claus Dalpiaz aufgrund der Verpflichtung von Seamus Kotyk vom HCI für die Saison 2007/08 keinen Vertrag mehr erhalten hatte, unterschrieb er beim EC Graz 99ers einen Vertrag über zwei Jahre. Nach dem vorletzten Platz kündigten die 99ers trotz laufender Verträge ein neues Torhütergespann für die nächste Saison an. Im Juli gaben die Starbulls Rosenheim die Verpflichtung von Claus Dalpiaz bekannt. Claus Dalpiaz erhielt später die deutsche Staatsbürgerschaft. Für die Saison 2010/11 erhielt Claus Dalpiaz keinen Vertrag mehr von den Starbulls Rosenheim und Dalpiaz kehrte zu seinem Heimatverein, dem HC Kufstein, zurück. Dort ist er seit 2011 zusammen mit seinem Bruder Christian Trainer der Eliteliga-Mannschaft.
Claus Dalpiaz wohnt heute in Neubeuern und ist verheiratet.